# Charco del Negro

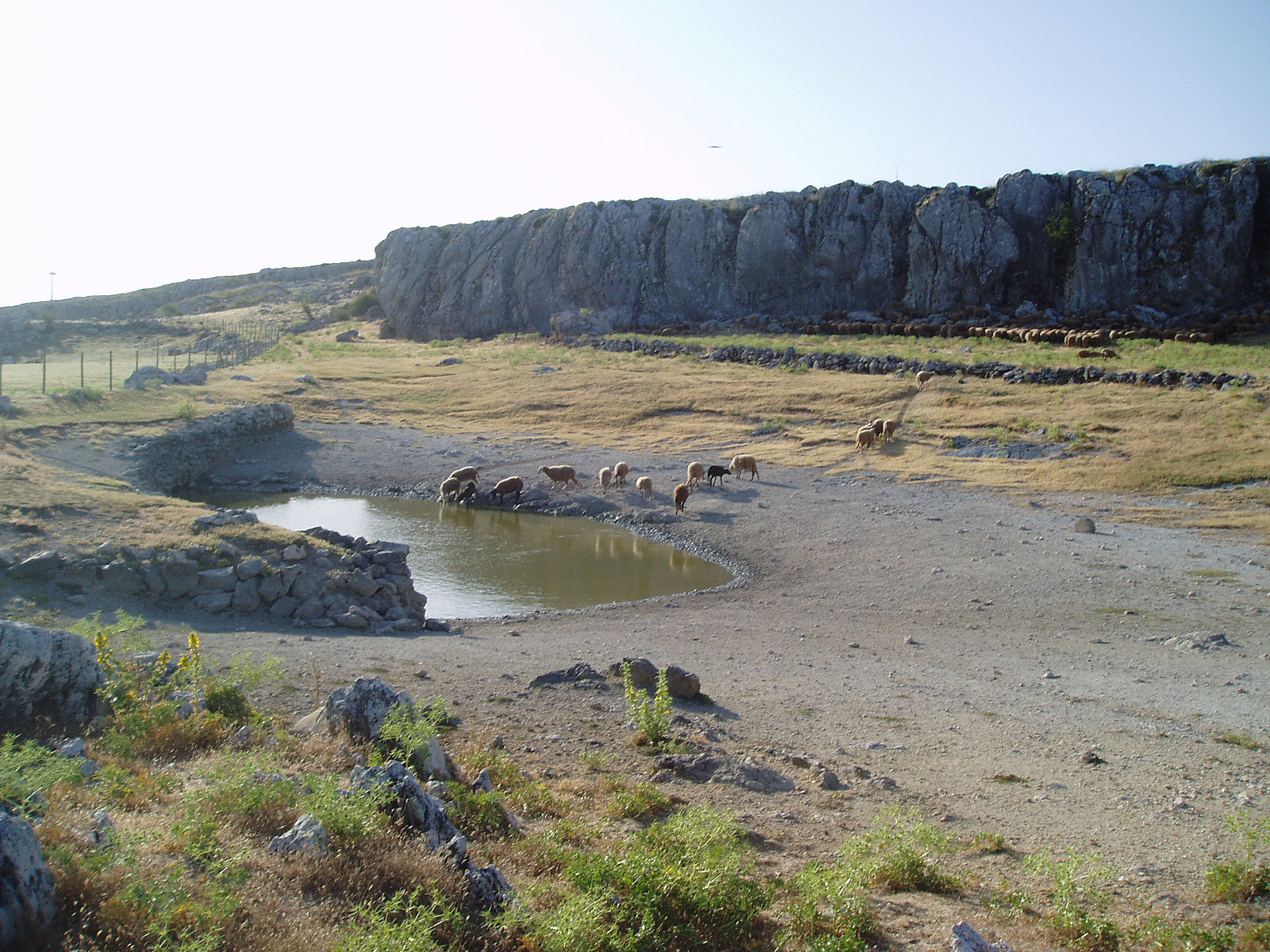
Ovejas lojeñas abrevando en el Charco del Negro.

El Charco del Negro es un humedal perteneciente al complejo de lagunas existentes en la sierra de Loja y Zafarraya, en la provincia de Granada (España).
Situado a 1.400 m de altitud, es un lugar destacado por encontrarse ejemplares del amenazado gallipato. También hay poblaciones de anfibios como Bufo calamita (Sapo corredor), Rana perezi (Rana común) y Pelobates cultripes (Sapo de espuelas). En los alrededores hay una rica avifauna, y pueden observarse ejemplares de la autóctona oveja lojeña (el Charco es utilizado como abrevadero) y cabra montés.